# 녹색당 (대만)
녹색당(중국어 간체자: 綠黨, 녹당)은 1996년 1월 25일 대만의 독자적 발전, 환경 보호, 세계 평화 촉진을 위해 결성된 중화민국의 정당이다. 사회 운동의 연장선상에 있는 정당을 자처하고, 대만의 정치·사회 개혁의 추진, 환경 보호, 대만 원주민의 자치 촉진을 통한 새로운 국가 건설을 목표로 하고 있다. 각국의 녹색당과 비슷하게 녹색 정치를 표방하고 생태계의 지속 가능성, 풀뿌리 민주주의, 사회 정의, 비폭력 평화, 다양성 옹호 등을 주장하고 있다.

## 같이 보기
- 지구녹색당
- 녹색당